# Бира (приток Уссури)
Би́ра — река на Дальнем Востоке России, в Бикинском районе Хабаровского края.
Длина реки 61 км, площадь водосборного бассейна — 947 км², общее падение реки 236 м, средний уклон 3,9 ‰. Ширина реки не превышает 20-30 м (наибольшая — 45 м). Глубина реки изменяется от 0,2 до 2 м, преобладает 0,4-0,8 м. Скорости течения воды на перекатах 1,5-2,5 м/с, на участках со спокойным течением — 0,7-1 м/с.
Река образуется слиянием Правой и Левой Биры, стекающих с западных отрогов гор Сихотэ-Алиня. Впадает в Уссури справа, в 173-х км от её устья, западнее села Лермонтовка.
Сток в течение года распределен крайне неравномерно: почти 99 % годового объёма проходит в тёплый период.

## Притоки
Объекты перечислены по порядку от устья к истоку.
- 12 км: Бирушка (лв)
- 14 км: Горбун (лв)
- 22 км: Омутная (пр)
- 30 км: Мутная (пр)
- 33 км: Первая Речка (лв)
- 34 км: Олень (пр)
- 36 км: Вторая Речка (лв)
- 47 км: Чищеная (пр)
- 54 км: Фунчинка 1-я (пр)
- 57 км: Фунчинка 2-я (пр)

## Населённые пункты
Населённые пункты в бассейне реки: Лермонтовка, Розенгартовка, Пушкино (на притоке Горбун).